# Con tim sắt đá
Hua Jai Sila  (tên tiếng Thái: หัวใจศิลา, tên tiếng Việt: Con tim sắt đá là bộ phim truyền hình Thái Lan. Bộ phim phát sóng vào năm 2007 trên đài Channel 5 (CH5) với sự tham gia của Sukrit Wisedkaew và Pitchaya Chaowalit. Với sự thành công nhất định của phiên bản 2007 tại Thái Lan khi rating lên đến 12%, hãng Exact tiếp tục làm phiên bản mới 2019 và chiếu trên kênh One 31, với sự tham gia của Thanapob Leeratanakajorn và Nopjira Lerkkajornnamkul.
Bộ phim còn đứng thứ tư trong top 10 bộ phim Thái Lan được tìm kiếm nhiều nhất trên Google Thái Lan năm 2019 và một trong những bộ phim phổ biến tại Châu Á.

## Nội dung
Tor là kết quả của mối tình ngoài giá thú giữa mẹ và ba anh, một doanh nhân giàu có. Sau khi mẹ qua đời Tor buộc phải đến sống trong nhà của ba ruột, cùng với người vợ và con trai chính thức của ba mình. Bị ngược đãi bởi mẹ kế và anh trai kế của mình, Tor tìm thấy niềm an ủi ở cô bạn hàng xóm Mintha. Một đêm nọ, khi bị mẹ kế đuổi theo, Tor nhảy xuống sông và được cho là đã chết. Nhiều năm sau, Tor quay trở lại, trở thành một ông chủ của hộp đêm Devil Club giàu có tên là Sila và đang có ý định trả thù.
Mục tiêu chính của Sila là khiến những người làm tổn thương anh ta khi còn nhỏ phải trả giá, nhưng anh không bao giờ mong đợi được gặp lại người bạn duy nhất từng có khi còn nhỏ, Mintha. Ngay khi họ nhìn thấy nhau, Mintha nhận ra rằng Sila trông quen thuộc với cô, nhưng cô không thể hiểu vì sao. Mintha nhìn thấy Sila đang vội đưa một người phụ nữ có thai đến bệnh viện, nên cô quyết định điều tra. Cô cuối cùng va vào anh ta và cả hai ngã xuống đất, đủ lâu để cô nhận thấy có một chiếc nhẫn anh đeo quanh cổ, và cô ngay lập tức đưa ra kết luận rằng anh ta là P’Tor, người bạn thân nhất thời thơ ấu được cho là đã chết của cô. Tất nhiên, Sila phủ nhận bởi vì tất cả là một phần trong kế hoạch trả thù của anh. Trong khi đó Tor đang tiến hành kế hoạch trả thù của mình, bắt đầu với anh trai cùng cha khác mẹ, Ae. Tor không lên kế hoạch gì cho đến khi phát hiện ra Ae là người gây tổn thương cho người phụ nữ có thai đang làm việc cho dì của anh, và mẹ của Ae khiến cô ấy phải tự tử.
Trong khi đó, Mintha rất muốn chứng minh rằng Sila là Tor, đặc biệt là vì anh ta bắt đầu thể hiện sự quan tâm đến chị gái của mình, Minkwan, vừa du học ở Anh trở về, được mẹ kế của Tor chọn làm con dâu tương lại. Cô biết anh sẽ không bao giờ thích Minkwan, vì cách Minkwan đối xử với Tor khi họ còn nhỏ. Vì vậy, Mintha luôn dõi theo Sila và biết rằng cách duy nhất để chứng minh anh ta thực sự là ai chính là vết sẹo trên ngực Tor, vết thương để lại khi Tor còn nhỏ. Cô đi theo anh khắp mọi nơi, thậm chí vào phòng thay đồ nam và nhìn anh khi anh đang tắm.

## Diễn viên
| Phiên bản                                                                           | Năm 2007                     | Năm 2019                         |
| ----------------------------------------------------------------------------------- | ---------------------------- | -------------------------------- |
| Đài                                                                                 | CH5                          | One 31                           |
| Phát sóng                                                                           | 19/06/2007 - 09/08/2007      | 04/03/2019 - 10/06/2019          |
| Tập                                                                                 | 31                           | 27                               |
| Diễn viên chính                                                                     |                              |                                  |
| Sila Buranawit (Tor) (2007) Arun Litinatgoson (Tor) / Sila Wisetworawet (Si) (2019) | Sukrit Wisedkaew             | Thanapob Leeratanakajorn         |
| Mingta / Min Tanasikun                                                              | Pitchaya Chaowalit           | Nopjira Lerkkajornnamkul         |
| Pinsuda / "Mam" Buranawit (2007) Pinsuda / "Mam" Wisetworawet (2019) (dì Tor)       | Metinee Kingpayom            | Sirapan Wattanajinda             |
| Sida Litinatgoson (mẹ kế Tor, mẹ Sawit)                                             | Kanjana Jindawat             | Siriam Pakdeedumrongrit          |
| Sawit / "Ae" Litinatgoson (con riêng Sida)                                          | Pongphan Petchbuntoon        | Kanokchat Munyadon               |
| Mingkwan / Kwan Tanasikun (chị kế Mingta)                                           | Atthama Chiwanitchaphan      | Raviyanun Takerd                 |
| Diễn viên phụ                                                                       |                              |                                  |
| Komut / "Mut" Tanasikun (bố Mingta - Mingkwan)                                      | Sakrat Ruekthamrong          | Pollawat Manuprasert             |
| Marasee Tanasikun (mẹ riêng Mingkwan)                                               | Rattanasuda Rattanachote     | Sakaojai Poonsawat               |
| Thanwa (bạn Mingta)                                                                 | Pongsiri Bunluewong          | Nachat Juntapun                  |
| Pira (chồng Lawan, người yêu Pinsuda)                                               | Songsit Rungnopphakhunsi     | Jakkrit Ammarat                  |
| Lawan / Wan (vợ Pira, em gái Sida)                                                  | ปาริชาต รักมาก                 | Pimpan Chalayanacupt             |
| Waewrat / Waew (trợ lý Pinsuda)                                                     | Pattara Atiratkul            | Pai Sitang Punpop                |
| Laksamee / Mee Sira-aphakun                                                         | Sumonrat Wattanaselarat      | Natchaya Mungnimit               |
| Waen (cháu Thong)                                                                   | Chompoonuch Piyapanee        | Pichaya Tippala                  |
| Plug / Bak (trợ lý Sila)                                                            |                              | Kittipong Pluempredaporn         |
| Koji                                                                                |                              | Pongnaril Maikami                |
| Diễn viên khách mời                                                                 |                              |                                  |
| Songsak Litinatgoson (bố Tor - Sawit)                                               | Sompob Benjathikul           | Athiwad Sanidwong Na Ayoodthayaa |
| Mai (mẹ Tor)                                                                        | Supatta Wanthivanond         | Suchada Poonpattanasuk           |
| Yupawan / "Aoy" (tự tử)                                                             |                              | Tidchaya Phudithakulkan          |
| Palm (bạn Mingkwan)                                                                 |                              | Thanapa Poomdit                  |
| Tor (nhỏ)                                                                           | Chanon Makaramani            | Nattapat Nimjirawat              |
| Mingta (nhỏ)                                                                        | Tanawuth Kongmeesook         | Supapat Phoncharoenrat           |
| Sawit (nhỏ)                                                                         | Anyarit Pitakkul             | Wachirawit Areesaman             |
| Mingkwan (nhỏ)                                                                      | Natathida Damrongwisetphanit | Nichanya Sudprasert              |

## Ca khúc nhạc phim
- แค่ขอมีเธอ / Kae Kor Mee Tur - Sukrit Wisedkaew (2007)
- หัวใจของเธอ / Hua Jai Kaung Tur - Sukrit Wisedkaew (2007) (2019 - tập 10)
- เพราะหัวใจเป็นของเธอ / Pror Hua Jai Bpen Kaung Tur - Yes’sir Days (2019 - nhạc phim chính)
- Get You Out - Atom x Maiyarap (2019 - một số tập)
- หัวใจของเธอ / Hua Jai Kaung Tur - Tor Thanapob (2019 - tập 12, 14, 20 - nhạc cuối phim)
- หัวใจของเธอ / Hua Jai Kaung Tur (Viet ver - Con Tim Của Em) - Mai Vũ Luân
- พูดไม่ได้สักที / Poot Mai Dai Suk Tee - Yes’Sir Days (2019 - tập 7)
- ความเงียบดังที่สุด / Kwahm Ngiap Dung Tee Soot (The Loudest Silence) / Sự im lặng lớn nhất - Getsunova (2019 - tập 11)
- รู้ดีว่าไม่ดี / Roo Dee Wah Mai Dee - Getsunova ft. Youngohm (2019 - tập 11)
- ระหว่างเรา...คืออะไร / Rawahng Rao Keu Arai - Da Endorphine ft. THE PARKINSON (2019 - tập 12)
- รักเธอคนเดียว / Ruk Tur Kon Diao (ONE LOVE) - Nat Sakdatorn (2019 - tập 12)
- พรุ่งนี้ค่อย… (CHEATDAY) - Pop Pongkool (2019 - tập 13)
- REVOLUTION - DA ENDORPHINE FT. TWOPEE (2019 - tập 13)
- เกลียดความรัก / Gliet Kwahm Ruk - JIEW PIYANUCH (2019 - tập 13)
- คนเดิม / Kon Derm - Napassorn Phuthornjai (2019 - tập 15)
- ไมโครโฟน / MICROPHONE - THE OLD i$E (CD GUNTEE & DAWUT) (2019 - tập 17)
- อยู่ตรงนี้เสมอ / Yoo Dtrong Nee Samur - Clash (2019 - tập 19)
- เพื่อเธอตลอดไป / Peua Tur Dtalaut Bpai - Porsche Chalisa (2019 - tập 20)
- นี่แหละความรัก / This is Love - Peck Palitchoke (2019 - tập 21, 22)
- First Lady - Peck Palitchoke (2019 - tập 22, 23)
- คืนที่หนึ่ง / Keun Tee Neung - Chin Chinawut (2019 - tập 23)
- คำอธิษฐานด้วยน้ำตา / Kum Atitahn Duay Num Dtah - Dome Jaruwat (2019 - tập 25)
- Happy - Pharrell Williams (tập 27 cuối - bản TV)
- ลาลาลอย (100%) / Lala Loy - THE TOYS (tập 27 cuối)

## Đón nhận
Sila của Con Tim Sắt Đá (2019) lại là một bước chuyển mình ngoạn mục trong cách lựa chọn nhân vật và lối diễn xuất của Tor. Khi nhận xét về Tor, Bie Sukrit (nam chính của phiên bản gốc) không ngại dành cho đàn em những cơn mưa lời khen: “Tor đã làm rất tốt vai diễn của mình. Tor đã tạo ra phản ứng hóa học rất thú vị cùng diễn viên Fern Nopjira. Tôi tin chắc rằng những tập tiếp theo sẽ rất hấp dẫn”.
Bộ phim này dù đang phát sóng nhưng không chỉ tại Thái Lan mà còn đang lan rộng cả Trung Quốc và Việt Nam đang chờ đợi từng tập để theo dõi.

## Rating
- Tập 1: 1.52
- Tập 2: 1.46
- Tập 3: 1.67
- Tập 4: 2.16
- Tập 5: 1.69
- Tập 6: 2.23
- Tập 7: 2.12
- Tập 8: 2.03
- Tập 9: 1.61
- Tập 10: 1.73
- Tập 11: 1.98
- Tập 12: 2.13
- Tập 13: 2.06
- Tập 14: 1.92
- Tập 15: 2.43
- Tập 16: 2.23
- Tập 17: 2.04
- Tập 18: 2.86
- Tập 19: 3.16
- Tập 20: 3.11
- Tập 21: 2.91
- Tập 22: 2.77
- Tập 23: 2.54
- Tập 24: 2.75
- Tập 25: 3.30
- Tập 26: 3.23
- Tập 27 (cuối): 3.05

Trung bình: 2.32